# 泉大智
泉大智（日语：／ Izumi Daichi，1996年6月1日—），日本音樂家及演員，過去曾是カスタマイZ的鼓手，現為星塵傳播旗下男子舞蹈搖滾樂團「DISH//」的鼓手，在團體活動時使用藝名DAICHI。

## 人物
- 應援色是綠色，應援花紋是斑馬紋
- 喜歡的食物是咖哩和壽司
- 開始打鼓的原因是在小學四年級時上的音樂課。在那之後，從初中三年級就開始認真了。
- 初中一年級到初中三年級，他是八名成員的足球俱樂部的隊長。之所以被選中，是因為他的足球經驗最長。
- 2012年至2016年，在カスタマイZ擔任鼓手，與成員寺坂尚呂己是初中同學。2016年8月26日，カスタマイZ解散[1]，因為在團體內部和管理層討論了每個成員的未來前景，因此每個成員都走上了自己的道路。最後一場現場直播於同一天在品川恆星舞會舉行。
- カスタマイZ解散後，被同一辦公室的北村匠海邀請加入了DISH//。2017年1月1日，在日本武道館的單獨LIVE『DISH// 日本武道館単獨公演'17 TIME LIMIT MUSEUM』的安可發表，新成員鼓手泉大智加入[2]。
- DISH//的團員矢部昌暉曾說，大智的加入讓他真正瞭解到做樂團的樂趣，而大智的加入也是DISH//從原先的唱跳團體轉型成樂團的最大契機[3]。(在此之前DISH//並沒有鼓手。)
- 興趣是觀察人以及釣魚。在節目上提過曾和同樣喜歡釣魚的北村家父子（北村匠海&匠海爸爸）一起去釣魚。
- 副業也是俳優為主，出演的影視作品量繼匠海之後是第二多的。不過後來說想以鼓手的身分生活所以就沒有再接戲了。

## 作品

### 綜藝節目
- 関内デビルの泉（2020年4月4日 - 2021年3月26日レギュラー,tvk）[4]

### 電影
- 告白（2010年6月5日,東寶）
- リュウセイ（2013年11月16日,サモワール） - 飾 緒方竜太（少年時代）
- 新宿天鵝（2015年5月30日,ソニー・ピクチャーズ エンタテインメント） - 飾 南秀吉（少年時代）

### 電視劇
- 娼婦と淑女（2010年4月5日 - 7月2日,東海電視台） - 飾 久我山真彦,（童年）
- 崖っぷちのエリー〜この世でいちばん大事な「カネ」の話（2010年7月23日,朝日電視台・ABC） - 飾 浜岡正志（幼少）
- 週六廣角劇場弁護士・森江春策の裁判員法廷 2（2010年8月21日,朝日電視台） - 飾 長谷部直樹（中学生）
- モリのアサガオ（2010年11月1日,テレビ東京） - 飾 友也
- 海賊戰隊豪快者（2011年2月20日・2012年2月12日,テレビ朝日） - 飾 少年
- 唐吉訶德 第3話（2011年7月23日,日本テレビ） - 飾 同級生
- スピンオフドラマ もうひとつの境遇 第4話「ともだち」（2011年11月,ABC）
- 牙狼〈GARO〉～魔戒閃騎～第15話（2012年1月19日,テレビ東京） - 飾 クロ
- メンドル学園（2018年9月7日 - 28日,TOKYO MX） - 主演 星陸人
- FAKE MOTION -卓球の王将-（2020年4月8日 - 5月27日,日本テレビ） - 飾 市村辰

### 網路劇
- DISH//の恋するドラマディッシュ（2018年,AmebaTV） - 飾 全然ツイてない大学生
- FAKE MOTION -湯けむり温泉卓球事件簿-（2020年5月28日 - 6月11日,Hulu） - 飾 市村辰

### 動漫
- 問題兒童都來自異世界？（2013年） - 飾サラマンドラ兵士C
- 少年好萊塢 -（2014年） - 飾 河野草太
- 蒼穹のファフナー EXODUS（2015年） - 飾 ハインツ・ビットナー

### 舞台劇
- EBiDAN（惠比壽學園男子部）（2010年8月27日 - 29日,恵比寿エコー劇場） - 飾 ダイキ
- ゼロイチ（2010年12月9日 - 12日,恵比寿エコー劇場）
- 劇団TEAM-ODAC 第21回本公演「小さな結婚式～いつか、いい風は吹く～」（2016年4月6日 - 10日,紀伊国屋ホール） - 飾 神尾啓太郎
- 劇団TEAM-ODAC 第22回本公演「MOON&DAY～うちのタマ知りませんか？～」（2016年9月7日 - 11日,草月ホール） - 飾 三河やすし
- おおばかもの～おおばかものだけど、わるいやつらではない～（2016年10月26日 - 30日,草月ホール） - 主演 星野哲郎（寺坂尚呂己とのW主演)

### CM
- KDDI au ガンガン学割（2011年）
- アサヒ飲料 三ツ矢サイダー シュワわせ冬篇（2011年）

### PV
- PrizmaX「Someday」（2017年）

### 廣播
- 恵比寿学園男子部 放課後Customize（2012年4月6日 - 2013年7月5日,音泉）
- カスタマイZのハジメマシタ（2014年10月11日 - 2016年4月2日,超!A&G+）

### 廣播CD
- 恵比寿学園男子部 放課後カスタマイズ Vol.1

### 活動
- THE IWASAKI FESTIVAL 2020 -Online-（2020年10月24日）

## 外部連結
- 泉大智簡介-星塵傳播 （页面存档备份，存于）
- 泉大智簡介-DISH//官方網站 （页面存档备份，存于）
- 泉大智的Instagram帳戶